# 巴斯克研究学会
巴斯克研究学会（简称：EI-SEV）是总部位于西班牙巴斯克自治区圣塞瓦斯蒂安的巴斯克研究机构。
总部主楼位于圣塞瓦斯蒂安米拉马尔宫，同时在法国巴斯克地区的巴约讷和西班牙巴斯克自治区的潘普洛納、維多利亞、毕尔巴鄂设有办事处。

## 历史
1918年，比斯开、阿拉瓦、吉普斯夸和纳瓦拉四省的一些议会代表在奥尼亚特召开会议，提议构建“巴斯克研究学会”，旨在汇集所有巴斯克文化爱好者，推动巴斯克文化复兴运动。会议由阿方索十三世国王主持。